# Černý uhlík

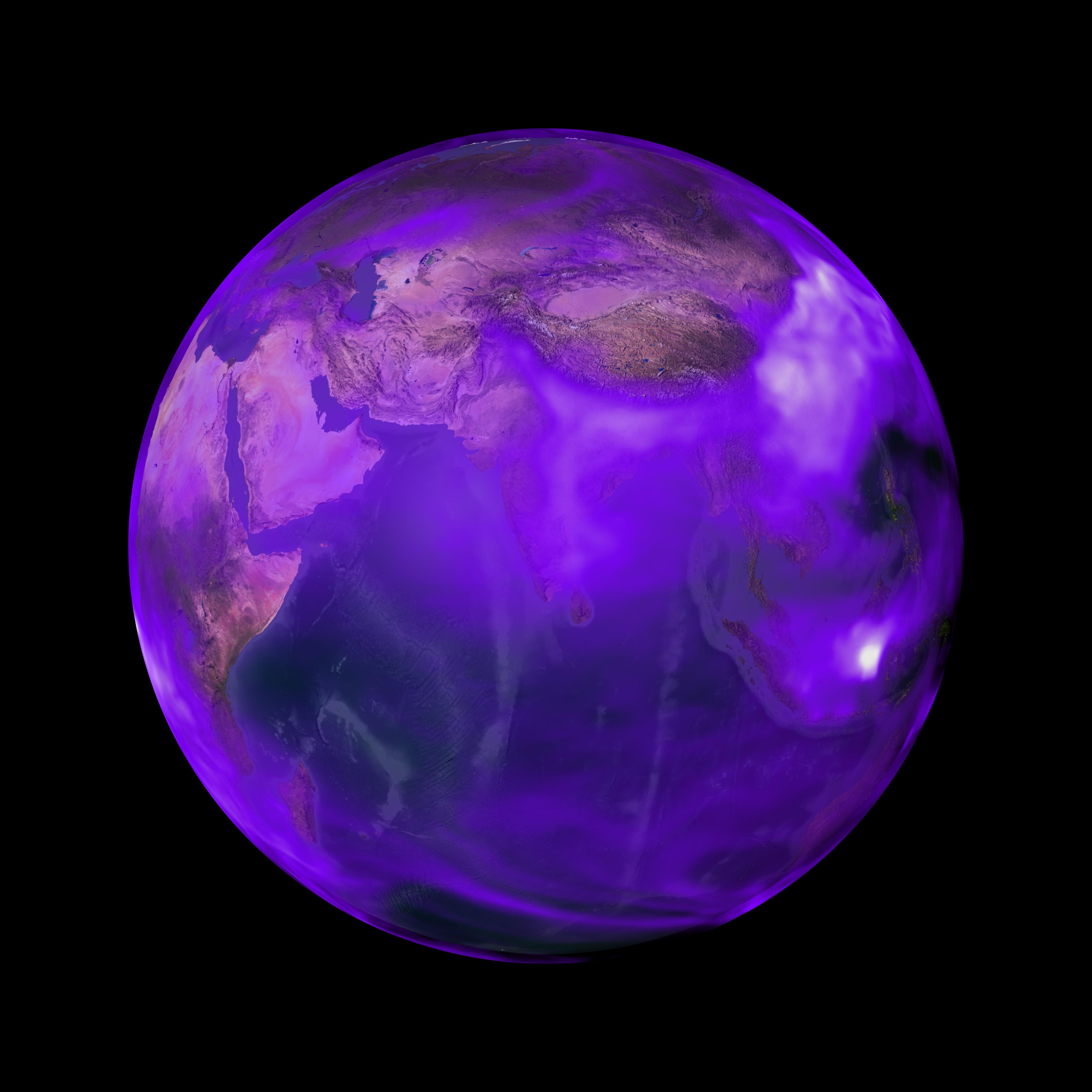
Černý uhlík se vyskytuje po celém světě, ale jeho přítomnost a vliv jsou zvláště silné v Asii

Chemicky černý uhlík (někdy také BC z anglického pojmu black carbon) je součástí jemných částic (aerosolových částic menších než 2,5 μm, aneb PM2,5). Černý uhlík se skládá z čistého uhlíku v několika propojených formách. Vzniká při nedokonalém spalování fosilních paliv, biopaliv a biomasy a je emitován v antropogenních a přírodně se vyskytujících sazích. Pokud by spalování bylo dokonalé, všechen uhlík v palivu by se změnil na oxid uhličitý, avšak spalování je vždy nedokonalé, přičemž kromě černého uhlíku vznikají také jiné látky, jmenovitě: oxid uhelnatý, těkavé organické látky a částice organického uhlíku. Černý uhlík u lidí způsobuje vyšší nemocnost a předčasnou úmrtnost. Kvůli těmto dopadům na lidské zdraví se mnoho zemí snaží snížit jeho emise; jedná o znečišťující látku, jejíž výskyt lze v antropogenních zdrojích snadno omezit.
V klimatologii je černý uhlík tzv. činitel radiačního působení. Černý uhlík ohřívá Zemi tím, že (díky černé barvě) absorbuje teplo v atmosféře (troposféra) a také tím, že snižuje albedo, neboli schopnost odrážet sluneční světlo, když svítí např. na sníh nebo na led. Černý uhlík zůstává v této části atmosféry pouze několik dní až týdnů, zatímco oxid uhličitý (CO2) tam setrvává více než 100 let. S výškou ale vliv ohřevu černým uhlíkem klesá a pokud je ve stratosféře, tak ochlazuje. Geoinženýrství počítá s životností černého uhlíku ve stratosféře i několik let.
Černý uhlík byl podstatně emitován i v předindustrálním období. Tehdy černý uhlík z požárů ochlazoval.
Termín černý uhlík se používá také ve vědách o půdě a v geologii, kdy odkazuje buď na uložený atmosférický černý uhlík nebo na přímo začleněný černý uhlík z požárů. Černý uhlík v půdě, zejména v tropech, významně přispívá k úrodnosti, protože je schopen absorbovat důležité živiny. Černý uhlík v oceánech ovšem není říčního původu.